# Piti Piti Pa
Piti Piti Pa (v originále L'Homme orchestre) je francouzsko-italská filmová komedie z roku 1970 v hlavní roli s Louisem de Funèsem.

## Děj
Dívčí taneční skupina pod vedením slavného manažera a choreografa Evanse slaví úspěchy po celém světě. Uhlídat tento rej krasavic je pro Evanse úkol vskutku heroický. Snad proto u něj platí cosi o tom, že účel světí prostředky. Musí totiž udržet nejen profesionální kázeň, ale především i kázeň morální.
Muži, to je pro něj hlavně sex – vztah – manželství – dítě a z toho pak pro dívku znamená konec taneční kariéry. Pro Evanse to znamená hledání nové tanečnice a pro soubor narušení disciplíny. I nová tanečnice však tají, že má dítě u chůvy v Římě, a samozřejmě je navštíví uprostřed úspěšného turné zde. Protože chůva se o děcko nemůže dál starat, tanečnice spolu s kolegyněmi řeší, kam s dítětem. A napadne je podstrčit Evansovi s patřičným průvodním dopisem, že se jedná o hřích jeho synovce... Zděšení zavládne, nejen když Evans najde ve svém pokoji nemluvně, ale když se synovec přizná, že skutečně zde během předchozího turné zplodil děcko. A tak děcka jsou tu najednou dvě! Co teď? Je třeba zachovat chladnou hlavu a hlavně: udržet si autoritu v dívčím souboru.
Vedle Louise de Funèse si zde zahrál roli synovce Funèsův vlastní syn Olivier. Kromě Paula Preboista zde ovšem další obvyklý Funèsův herecký ansámbl není.
Funès ve filmu Piti piti Pa překvapil nejen svým mistrovstvím vyprávět "pohádky", ale především svým perfektním tanečním uměním, založeným na originální a ve své době velmi avantgardní hudbě.
Hudbu k filmu zkomponoval předčasně tragicky zesnulý skladatel François de Roubaix. Byl to experimentátor se zvuky, s hudbou a jako první zapojil do hudby syntetizátory. Dodnes je ceněným skladatelem a hudba Piti Piti Pa patří k tomu nejlepšímu, co složil.